# کایلی بلوز
کایلی بلوز (چینی ساده‌شده: 路边野餐; چینی سنتی: 路邊野餐) یک فیلم در ژانر درام به کارگردانی بی گان است که در سال ۲۰۱۵ منتشر شد.